# Bolesław Leszczyński (1870–1949)
Bolesław Leszczyński (ur. 1870, zm. 12 lipca 1949) – polski weterynarz, rolnik i Sprawiedliwy wśród Narodów Świata, który zorganizował schronienie 13 uciekinierom z getta w Siemiatyczach.

## Życiorys
Podczas okupacji niemieckiej Leszczyński mieszkał w przysiółku Bocianka niedaleko wsi Kajanka w okolicy Siemiatycz. Razem z żoną Anną z Malinowskich prowadził gospodarstwo rolne, a oprócz tego pracował jako weterynarz. Małżeństwo miało trzech synów: Franciszka, Józefa, Stanisława oraz córkę Bolesławę Leszczyńską. Po rozpoczęciu przez Niemców likwidacji siemiatyckiego getta w listopadzie 1942 r., rodzina Leszczyńskich udzieliła schronienia zbiegłym z miasta sześciu Żydom ze znajomej rodziny Feldmanów oraz rzeźnikowi rytualnemu Beniaminowi Fuchsowi i jego córce Cyporze. Następnie w grudniu tego roku do ukrywanych dołączył znany Leszczyńskiemu sprzed rozpoczęcia okupacji grabarz Szlomo Mordka Grodzicki, oraz jego rodzina Rojza, Rachela, Miriam i Mosze Grodziccy (Kuperhand). Kryjówkę dla Grodzickich zorganizowano w sąsieku, natomiast Feldmanów i Fuchsów ukryto w kopcu na ziemniaki. Wiosną 1943 r. ze względów bezpieczeństwa przeniesiono dotąd ukrywanych w sianie Grodzickich do specjalnie w tym celu wybudowanych w lesie dwóch ziemianek. Leszczyński udzielał pomocy do czasu bezpiecznego wyjścia Żydów z kryjówek w dniu zajęcia Siemiatycz przez Armię Czerwoną 22 lipca 1944 r.
Bolesław Leszczyński został uhonorowany przez Jad Waszem tytułem Sprawiedliwego wśród Narodów Świata. Razem z nim 18 listopada 1997 r. uhonorowana została jego żona Anna i synowie: Franciszek, Józef i Stanisław Leszczyńscy. W dowód wdzięczności za pomoc w czasie Holocaustu potomkowie ocalonych posadzili dziesięć drzew w Ziemi Świętej na cześć Bolesławy Leszczyńskiej w ramach inicjatywy Jewish National Fund.
Ocaleni Miriam i Szaul Kuperhand napisali książkę „Shadows of Treblinka” opisującą ich losy podczas okupacji, w tym pomoc Leszczyńskiego.